# 김유리 (외교관)
김유리(영어: Yuri Kim, 1972년~)는 미국의 외교관이다. 그녀는 2020년부터 2023년까지 알바니아 주재 미국 대사를 역임했으며, 최초의 한국계 미국인 여성 미국 대사이다.